# Bodhiguard
Bodhiguard ist ein am 17. Oktober 2014 über das Label 58muzik erschienenes Hip-Hop-Album, das in Kollaboration des deutschen Rappers Absztrakkt und den Snowgoons entstand. Die Singles I Shot the Sheriff, Tru Masta Kill, In Allen Zeiten Und Welten und Bodhishinobi wurden vorab veröffentlicht.
Zwei weitere Videos zu Stadt des Lichts und Silberummantelte Diamantgeschosse folgten nach der Veröffentlichung des Albums, das auf Platz 37 der deutschen Charts einstieg.

## Titelliste
1. Bodhiguard – 3:04
2. Gooddha – 3:38
3. Skit 1 – 0:22
4. Silberummantelte Diamantgeschosse (feat. Aslan Neter) – 3:10
5. I Shot the Sheriff – 3:08
6. Präsenzkraft – 3:48
7. Skit 2 – 0:25
8. Monica Bellalutschi – 3:32
9. Skit 3 – 0:37
10. Bodhishinobi (feat. Cr7z) – 3:17
11. Tru Masta Kill (feat. Questgott, R.U.F.F.K.I.D.D. und Defekt36) – 4:05
12. Bad Karma (feat. Jinx und Sirviva) – 3:41
13. Bodhicore (feat. Defekt36, Sirviva) – 2:48
14. Skit 4 – 0:20
15. Deep lieb – 2:52
16. In allen Zeiten und Welten – 3:19
17. Stadt des Lichts – 3:56
18. Skit 5 – 0:37
19. Peace 2 the Guards – 2:59

## Konzept
Der Titel des Albums ist eine an das englische Wort bodyguard (engl. Leibwächter) angelehnte Wortkomposition, das aus dem Sanskrit-Wort Bodhi (für Erwachen/Erleuchtung) und guard (engl. Wächter) besteht. Demzufolge sei der Bodhiguard und somit auch seine Musik „der Schützer der Erleuchtung. [Er] beschützt nicht auf einer materiellen körperlichen Ebene, sondern auf einer spirituellen. Der Bodhiguard ist derjenige, der in der Rap-Welt das Erwachen, die Realness und das Licht vor der dunklen Seite der Macht beschützt; der dafür sorgt, dass diese Dinge im Rap nicht verloren gehen.“
Auslöser dieses Konzeptes sei der Tod von Whitney Houston gewesen, zu dessen Anlass das ZDF den Film Bodyguard ausstrahlte. Daher wurden auf dem Album auch dementsprechend viele Samples aus dem Film verarbeitet.

## Produktion
Das Album wurde von den Snowgoons in Zusammenarbeit mit DJ s.R. von Fünf8cht und DJ Eule produziert. Hierbei schickten die Snowgoons fertige Beats an Absztrakkt und er schrieb die dazu passenden Texte und berappte die Instrumentals anschließend. DJ s.R. trat insbesondere als Mischer in Erscheinung, während DJ Eule dem Künstler vor allem mit Ideen half.

„Ich bediene mich an allem, was da ist. Ich will Bilder erzeugen und die Leute mitnehmen auf meinen Planeten. Manchmal möchte ich auch einfach nur einen guten Satz schreiben. Manchmal battlelastige Sachen schreiben. Kommt immer drauf an, was der Beat mit mir macht. Die Zusammenarbeit mit den Goons war durchweg eine harmonische Sache.“

Die Produktionsarbeiten am Album dauerten im Gesamten knapp zwei Jahre.

## Kritik
Daniel Schieferdecker schrieb in der Juice, dass „die Lyrics […] sich im bewährten Spektrum aus fernöstlicher Philosophie, Esoterik und dem eigenen Erfahrungsschatz [bewegen]“. Dabei sind auch Einflüsse von Systemkritik, Battle-Rap und Erotik zu vernehmen. Absztrakkts Delivery sei hervorragend und vielen anderen Musikern weit überlegen. Die Sprachsamples aus dem Film Bodyguard hätten zwar zuerst einen etwas „cheesigen“ Klang, würden aber ansonsten gut funktionieren. Schieferdecker vergab vier von sechs Kronen für das Album.
Bei Popshot.Over-Blog hieß es: „Zwar bezieht sich das Ganze vor allem durch diverse Skits immer wieder auf den Film 'Bodyguard', wird aber mit unter anderem amerikanischen HipHop-Samples, fernöstlichen Einflüssen und abwechslungsreichen Themen zu einer eigenständigen Melange vermischt.“